# Selectieve aandacht
Selectieve aandacht is een verscherping van de aandacht op een gebeurtenis, waardoor andere gebeurtenissen niet of verminderd worden waargenomen.
Selectieve aandacht wordt weleens vergeleken met een filter of poort. Deze filtertheorie die oorspronkelijk bedacht is door de Engelse psycholoog Donald Broadbent veronderstelt dat een mechanisme in de hersenen in een vroeg stadium relevante informatie scheidt van niet-relevante formatie. Alleen de relevante informatie wordt verder verwerkt en bewust ervaren. Deze theorie lijkt goed aan te sluiten bij het receptie-fenomeen (Engels: cocktail-party effect). Op een drukke receptie of in een druk café zijn we meestal goed in staat ons te concentreren op het gesprek met een specifiek persoon. Het lijkt dan wel of alle andere geluiden op de achtergrond wegvallen. Helemaal klopt deze theorie niet, want in het genoemde voorbeeld zal een saillante gebeurtenis (bijvoorbeeld iemand roept onze naam) toch ineens onze aandacht kunnen trekken. Dit laatst verschijnsel noemt men ook wel intrusie (Engels: intrusion). Mogelijk berust het laatste op een oud evolutionair mechanisme; een dier dat aandachtig zijn prooi verorbert, zal zich niet volledig van de omgeving moeten afsluiten en prikkels kunnen blijven waarnemen die een mogelijk gevaar betekenen. In tegenstelling tot theorieën die stellen dat aandacht berust op een mechanisme in de hersenen dat relevante prikkels versterkt (zie ook de volgende paragraaf), ging de filtertheorie uit van het principe dat aandacht de niet-relevante prikkels onderdrukt.

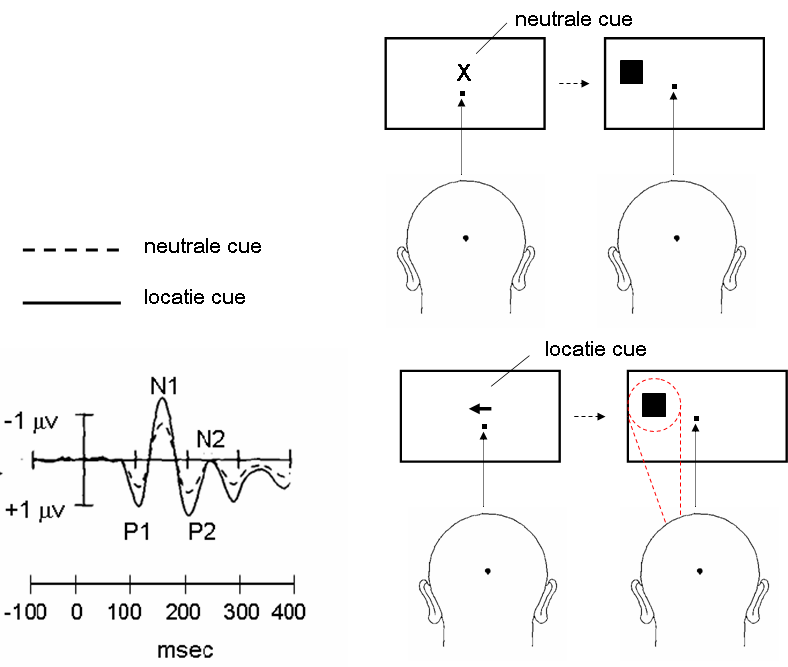
Rechts: voorbeeld van een visuele selectietaak met neutrale (boven) en locatie (onder) cues. Een dia met cue wordt steeds gevolgd door een dia met vierkant. Links: ERPs op vierkanten voorafgegaan door neutrale en locatiecues. De vergrote P1- en N1-componenten weerspiegelen het effect van coverte aandacht (gesymboliseerd door de rode bundel) voor de waargenomen figuur. Merk op dat dit effect ook optreedt voor prikkels waarop men niet hoeft te reageren.

Aandacht kan ook gezien worden als een proces van selectie. Men spreekt ook wel van gerichte aandacht. Deze vorm van aandacht is vooral met perceptuele (waarnemings)functies geassocieerd. De wereld die ons omringt, bevat namelijk vaak zóveel informatie dat wij niet in staat zijn dit allemaal tegelijk te verwerken. Selectie is nu het proces waardoor bepaalde gebeurtenissen of prikkels uit de omgeving met voorrang door de hersenen worden behandeld. In een typisch selectieve aandachtsexperiment (zie ook figuur) worden bijvoorbeeld op linker- en rechterlocaties van een beeldscherm door elkaar rode of zwarte vierkanten aangeboden. De kleur en locatie van de vierkanten is onvoorspelbaar. De opdracht luidt nu zo snel mogelijk op een knop te drukken als er een rood vierkant verschijnt. De proefpersoon moet daarbij steeds de ogen op het midden van het beeldscherm gefixeerd houden. Als nu kort voor het verschijnen van een vierkant op met een pijl (een zogenaamde cue) wordt aangegeven waar het vierkant zal verschijnen, zal men sneller op het rode vierkant reageren dan wanneer voorafgaande aan de figuur een neutrale cue, zoals een kruis, op het scherm verschijnt. Kennelijk helpt de informatieve cue ons om de locatie van het vierkant alvast voor te selecteren.
Eenzelfde soort experiment kan men opzetten met geluidsprikkels, hoewel de opzet daarbij iets anders is. In een beroemd experiment van Cherry werden bijvoorbeeld via een koptelefoon verschillende zinnen tegelijk aangeboden aan het rechter- en linkeroor. De opdracht daarbij was alleen de zinnen op één oor na te zeggen (dit noemt men ook wel 'schaduwen'). Het bleek dat na afloop de proefpersoon geen details meer wist te noemen van het oor waarop hij niet had hoeven te letten. Blijkbaar was alleen de geattendeerde informatie geselecteerd: dat wil zeggen tot het geheugen doorgedrongen.

## Neurale mechanismen van selectieve aandacht
Er is veel onderzoek gedaan naar mechanismen in de hersenen die selectieve aandacht reguleren. Enkele van deze mechanismen worden hieronder besproken.

### Sensorische versterking: ERP- en fMRI-onderzoek
De toestand van selectieve aandacht blijkt in de hersenen gepaard te gaan met een versterking van de verwerking van prikkels uit de omgeving. Dit principe noemt men ook wel sensorische versterking (Engels: sensory gain). Dit is onderzocht met technieken als event-related potentials (ERPs) en fMRI. Zo blijkt dat ERP-componenten als P1 en N1 die door visuele prikkels worden opgeroepen, in amplitude toenemen als ze deze stimuli aandacht krijgen. In het eerder genoemde experiment zullen bijvoorbeeld P1 en N1 groter zijn voor vierkanten die na een locatiecue komen, dan voor vierkanten die na een neutrale cue komen. Het P1-effect treedt op tussen 70-90 ms na aanbieding van de stimulus en wordt gezien als de vroegste manifestatie van selectieve aandacht. Het effect treedt echter alleen op bij spatiële selectie (bijvoorbeeld: let op links en niet op rechts) en niet bij selectie van bijvoorbeeld kleur of vorm, of selectie van complete objecten (zoals let op tafels en niet op stoelen).
Van P1 en N1 op visuele prikkels is bekend dat zij een afspiegeling zijn van verwerking in de visuele secundaire gebieden van de hersenen, zoals het gebied V4 dat gelegen is in de area extrastriata van de visuele cortex. Kennelijk is het zo dat visueel-ruimtelijke aandacht de verwerking van visuele informatie in dit gebied ‘aanscherpt’. Ook fMRI laat zien dat gebied V4 sterker geactiveerd wordt door geattendeerde dan door niet-geattendeerde visuele stimuli. Het mogelijk effect van deze versterkte activatie is dat herkenning van gebeurtenissen uit de buitenwereld sneller en meer accuraat geschiedt.
In studies naar aandacht voor geluidsprikkels zijn soortgelijke (P1/N1) resultaten gevonden. Het auditieve P1 effect trad hier zelfs nog vroeger op, namelijk rond de 20-50 ms na stimuluspresentatie. Ook bleek uit ERP en ERN studies dat auditief-ruimtelijke aandacht de verwerking van prikkels in de primaire auditieve cortex moduleert.

### De rol van de cortex parietalis posterior
De effecten van selectieve aandacht in de visuele (en ten dele ook auditieve) schors blijken door een complex netwerk in de posterieure cortex te worden gereguleerd. Hierbij is niet alleen de eerder genoemde area V4 betrokken, maar ook hogere gebieden als de cortex parietalis posterior. Mogelijk moduleert dit gebied via verbindingen met de thalamus (met name het pulvinar) de verwerking van informatie in de sensorische circuits van de hersenen. Omdat de cortex parietalis posterior een centrale rol speelt in de verwerking van ruimtelijke informatie, is wel gesuggereerd dat het mechanisme van selectieve aandacht hoofdzakelijk een ruimtelijk karakter heeft. Bij beschadigingen van dit gebied vertonen patiënten vaak een verminderde aandacht voor prikkels of gebeurtenissen in de ruimte tegenovergesteld aan de laesie. Dit verschijnsel, ook wel aangeduid als neglect blijkt vooral op te treden bij laesies aan de rechterzijde van de cortex parietalis posterior.

### Richten versus heroriëntatie van aandacht
Aandacht kan 'van binnenuit' worden gericht op relevante objecten in de omgeving of 'getrokken' worden door onverwachte,  opmerkelijke of saillante gebeurtenissen in de omgeving. In het tweede geval spreekt men ook wel van heroriëntatie of van een oriëntatiereactie. Verschillende netwerken in de hersenen blijken in deze twee condities actief. Actief richten blijkt  geassocieerd met een dorsaal (bovenzijde) frontopariëtaal netwerk en heroriëntatie met een ventraal (onderzijde) frontopariëtaal netwerk. Het laatste netwerk wordt soms ook wel saliency network genoemd.

### De rol van de prefrontale cortex
De prefrontale cortex is betrokken bij de aansturing en organisatie van allerlei vormen van gedrag. Men noemt dit proces ook wel executieve controle. Ook bepaalde vormen van selectieve aandacht worden gestuurd door de prefrontale cortex. Aandacht wordt dan selectief gericht op objecten die relevantie hebben voor ons gedrag. Hierbij is vaak sprake van meerdere prikkels die met elkaar de strijd aangaan. Prikkels waarop de aandacht is gericht, krijgen dan een sterker gewicht of nadruk dan prikkels die dat niet krijgen. Het beroep op de prefrontale cortex zal met name een rol spelen in dynamische situaties waarin de aandacht wisselt wat betreft posities in de ruimte of andere kenmerken waarop de aandacht gericht moet worden.
Omdat de hersenen namelijk niet in staat zijn alle indrukken of informatie tegelijk te verwerken, moet een deel daarvan tijdelijk in het geheugen worden opgeslagen. Onderzoek naar hersenactiviteit (zoals fMRI) laat zien dat de prefrontale cortex hierbij een centrale rol speelt. De taak van de prefrontale schors zou kunnen zijn om controle uit te oefenen op andere gebieden in de hersenen, zoals die welke betrokken zijn bij waarneming of geheugen (zie ook executieve functies). Ook is gebleken dat, naarmate deze taken moeilijker worden, er een sterke doorbloeding optreedt in deze gebieden. Mogelijk heeft dit te maken met het vrijmaken van extra ’energie’ of hulpbronnen in de hersenen om de taken goed te kunnen uitvoeren.

### Biased Competition
Een belangrijk model van selectieve aandacht is het Biased Competition Model. Als er zich meerdere prikkels in het receptieve veld van een neuron bevinden, zullen deze onderling een soort competitie aangaan. Als nu de aandacht op een enkele prikkel wordt gericht, zal het de neuronen die op deze prikkel reageren bevoorrechten ten opzichte van neuronen op prikkels die niet de aandacht krijgen. Deze neuronen blijven dan actief, terwijl de activiteit van neuronen die vuren op niet-geattendeerde prikkels wordt onderdrukt.